# Слонски земеровки
Слонски земеровки (Macroscelidea) се наричат разред африкански дребни бозайници представени от 19 вида. Дълго време мястото им в класификацията на бозайниците остава неясно и са причислявани към насекомоядните бозайници. Всички с изключение на североафриканския скокливец са видове от Субсахарска Африка.

## Разпространение и местообитания
Както фосилите, така и съвременните видове са разпространени само в Африка. Срещат се основно на юг от Сахара като само един вид Elephantulus rozeti е представител на Мароко и Алжир. Не се срещат в Западна Африка, но населяват остров Занзибар. Срещат се практически във всички видове ландшафти – от пустинята Намиб до тропическите гори. Видовете от родовете Elephantulus и Macroscelides предпочитат саванни и пустинни местообитания, а видовете от останалите два рода предпочитат горски местности.

## Морфологични особености
Към семейството спадат животни с малки и средни размери на тялото. Дължината на тялото варира от 10 – 12 до 30 – 31,5 cm, на опашката 8 – 26,5 cm и тегло от 40 до 540 грама. Космената покривка е дълга, гъста и мека. Окраската е еднотонна – от пясъчна до кафяво-черна. Има и петнисти видове. Главата е въоръжена с подвижно хоботче. Оттук идва и аналогията между хоботните слонове и дребните земеровки. Встрани от хоботчето имат добре развити вибриси. Чувствителното хоботче се използва при търсене на храна. Очите са големи, което е нехарактерен белег за насекомоядните бозайници, към които са били систематизирани в миналото. Ушните раковини са неголеми. Дължината на опашката варира от 80 до 120% от дължината на тялото. Тя е тънка и гола. В основата ѝ се намира жлеза, която отделя секрет, с помощта на който маркират територията си. Задните крайници са по-дълги от предните.
Зъбите са 36 – 42 (при повечето видове са 40). Черепът е масивен с добре развити скулови дъги и обширна мозъчна кутия. Главният мозък е добре развит, което се свързва с добре развитите осезателни органи и сложното поведение. Прешлените са както следва: шийни 7, гръдни 13, поясни 7 – 8, кръстцови 3, опашни 25 – 28. Сукалните зърна са 2 – 3 чифта. За разлика от насекомоядните бозайници имат добре развито сляпо черво.

## Начин на живот
Слонските земеровки са изключително наземни животни. Те са силно подвижни. Нормално се придвижват на четирите си крака, докато при опасност, подобно на скачащите мишки и кенгурутата започват да скачат енергично подобно на пружина. Активни са основно денем, някои и в сумрак. Когато е много топло, преминават към нощен начин на живот. Денем пребивават в укрития – под камъни, коренища, храсталаци или малки дупки. Живеят поединично или образуват моногамни двойки, които активно пазят територията си. Изключение правят някои от видовете, които образуват неголеми колонии. Обикновено представителите не издават звуци. Единствено при опасност тропат с крака или опашка по земята.

## Хранене
Всички слонски земеровки се хранят основно с безгръбначни животни като насекоми, паяци, стоножки, многоножки и земни червеи. В процеса на търсене на храна използват главно своето обоняние. След като намерят плячката включват езика си в действие. По устройство и функция той наподобява много на този при мравоядите. Някои видове слонски земеровки използват и растителна храна, като листа, семена и дребни плодове, други дребни бозайници и яйца на птици. Някои от видовете осигуряват водата от храната, която консумират и практически не пият вода.

## Размножаване
Честотата на размножаване при слонските земеровки варира от 1 до 4 – 5 пъти в годината и основно зависи от сезона. Раждат по 1 – 2 малки, които са окосмени и виждат. Няколко часа след раждането си са способни да бягат. При опасност малките се залавят за сукалните зърна на майката, която ги пренася на по-безопасно място. Кърменето продължава около две седмици. На 2 – 3 месечна възраст стават полово зрели. В плен живеят до 4 години, докато на свобода рядко доживяват до една година и половина.

## Класификация
В миналото слонските земеровки заедно са класифицирани към разред Насекомоядни; имат тясно родство с копитните бозайници; групирани са като близкородствени с тупайоподобните като същевременно са в тясно родство със зайцевидните. Подсемейството спада към надразред Afrotheria, което го нарежда до редица известни бозайници от Стария свят.
Включва 19 вида от четири рода.
- РАЗРЕД MACROSCELIDEA
  - Семейство Macroscelididae
    - Род Elephantulus
      - Elephantulus brachyrhynchus
      - Elephantulus edwardii
      - Elephantulus fuscipes
      - Elephantulus fuscus
      - Elephantulus intufi
      - Elephantulus myurus
      - Elephantulus pilicaudus[2]
      - Elephantulus revoili
      - Elephantulus rozeti, Североафрикански скокливец
      - Elephantulus rufescens, Дългоух риж скокливец
      - Elephantulus rupestris

    - Род Macroscelides – Късоухи скокливци
      - Macroscelides flavicaudatus
      - Macroscelides micus
      - Macroscelides proboscideus, Късоух скокливец

    - Род Petrodromus
      - Petrodromus tetradactylus

    - Род Rhynchocyon
      - Rhynchocyon chrysopygus
      - Rhynchocyon cirnei
      - Rhynchocyon petersi
      - Rhynchocyon udzungwensis